# 김명호 (1935년)
김명호(金明浩, 1935년 3월 9일 서울 ~ )는 한국은행 총재를 역임한 대한민국의 금융인이다. 한국은행에 입사하여 여신관리국장, 한국은행 이사, 신용보증기금 이사장, 은행감독원장 등을 거쳐, 1993년부터 1995년까지 제19대 한국은행 총재를 지냈다. 

## 학력
- 서울고등학교 졸업
- 서울대학교 경제학 학사